# 音魔合唱團
音魔樂隊（Audioslave）是一支美國的搖滾超級樂團，於2001年在加州的洛杉磯組建，後於2007年解散。成員包括前聲音花園主音克里斯·康奈爾（Chris Cornell）及三名前討伐體制樂團成員，包括吉他手湯姆·莫雷洛（Tom Morello）、貝斯手蒂姆·康默福德（Tim Commerford）及鼓手布拉德·威爾克（Brad Wilk）。初期樂評曾形容樂團只是討伐體制與聲音花園的混合版，直至第二張專輯《Out of Exile》的推出，才正式與上述兩隊的音樂出現顯著分別。樂隊的音樂以融合七十年代硬式搖滾與八十年代另類搖滾曲風，塑造出樂隊特色。此外，結他手莫雷洛那種獨特而著名的結他獨奏技巧也是樂隊標誌之一。
2007年二月，主音康奈爾宣佈「因無法修復的個性問題與音樂分歧」而離開樂隊，其後餘下的三名成員決定重組討伐體制並開始巡演。同年，康奈爾和莫雷洛亦相繼推出個人專輯，音魔樂隊注定就此解散。在整個生涯中，樂隊發行了三張成功的專輯，同時獲得了三項格林美獎提名，並成為首支到古巴進行露天大型演出的美國搖滾樂隊。主唱Chris Cornel在結束聲音花園表演後，在2017年5月17日於住宿飯店以上吊自殺方式結束生命。

## 歷史

### 2006-2007
关于康奈尔离职的消息于2006年7月出现，当时内部人士表示，在第三张专辑发行后，他将离开乐队并重新开始他的个人生涯。 康奈尔立即否认了这些谣言，称“我们听到有关音魔合唱團一直在分手的谣言......我总是忽略[他们]。” 在同一次采访中，他还讨论了他在8月底之前录制新专辑的意图，这是七年来的第二张专辑。

## 音樂風格與影響
透過把七十年代硬式搖滾風格的重複段加進另類搖滾，再配上康奈爾遼廣的音域、莫雷洛別具特色的招牌結他獨奏和康默福德與威爾克的伴奏部份，音魔樂隊創出其獨特的搖滾。莫雷洛提到他在討伐體制樂團時未曾遇過「音樂上的限制」，但在音魔樂隊中得到更多突破，踏上「更廣的音樂領域」。意思是指樂隊成員有機會去寫一些具旋律性的慢曲，這是他們未曾做過的。而對於莫雷洛獨特的結他獨奏，部份聽眾認為樂隊使用了取樣、合成器或其他技巧來取得結他獨奏中的音效。儘管樂隊在專輯封套上特別強調歌曲中「所有聲音皆由結他、貝斯、鼓和人聲組成」，正如討伐體制一樣。
樂隊的首兩張專輯勾畫出來自七十年代硬式搖滾樂隊如齊柏林飛船跟黑色安息日的影響，亦承繼了一些聲音公園垃圾搖滾與討伐體制放克金屬的聲音。在第三張專輯中，樂隊則受到六七十年代的放克、靈魂樂與節奏藍調影響，包括使用舊式的結他及擴音器進行彈奏，康奈爾亦採用了七十年代的靈魂樂唱腔來演唱歌曲。莫雷洛亦定史萊與史東家族（Sly & the Family Stone）、占士·布朗和放克瘋（Funkadelic）作為專輯中放克音色的影響來源。

## 專輯

### 錄音室專輯
- Audioslave (2002)
- Out of Exile（英语：Out of Exile） (2005)
- Revelations（英语：Revelations） (2006)